# خوليو موسيميسي
خوليو موسيميسي (بالإسبانية: Julio Elías Musimessi)‏ (مواليد 9 يوليو 1924) هو لاعب كرة قدم. يلعب مع منتخب الأرجنتين لكرة القدم. سبق له أن لعب في كأس العالم لكرة القدم مع منتخب بلاده.

## روابط خارجية
- خوليو موسيميسي على موقع قاعدة بيانات كرة القدم.إي يو (الإنجليزية)
- خوليو موسيميسي على موقع ناشيونال فوتبول تيمز (الإنجليزية)
- خوليو موسيميسي على موقع عالم كرة القدم.نت (الإنجليزية)